# Thalamarchis
Thalamarchis és un gènere monotípic d'arnes de la família Crambidae. La seva única espècie, Thalamarchis chalchorma es troba a l'arxipèlag malai La seva envergadura alar és de 16 mm.